# جيسي أوينز
جيمس كليفلاند «جيسي» أوينز (بالإنجليزية: James Cleveland "Jesse" Owens)؛ (12 سبتمبر 1913 - 31 مارس 1980)، هو أحد الرياضيين الأمريكيين في سباقات المضمار والميدان، وحائز على أربع ميداليات ذهبية أولمبية في دورة ألعاب 1936.
كان أوينز متخصصًا في سباقات الجري السريع والوثب الطويل، وقد عُرِف في حياته على أنه «ربما أعظم الرياضيين وأكثرهم شهرة في سباقات المضمار والميدان». قام بتسجيل ثلاثة أرقام قياسية عالمية وتعادل مع ثلاثة أخرى، كل ذلك في أقل من ساعة في عام 1935 في آن آربر، ميشيغان - وهو إنجاز لم يسبق له مثيل وقد أطلق عليه «أعظم 45 دقيقة على الإطلاق في الرياضة». حقق شهرة دولية في الألعاب الأولمبية الصيفية لعام 1936 في برلين في ألمانيا من خلال الفوز بأربع ميداليات ذهبية: 100 متر، و 200 متر، والوثب الطويل، وسباق التتابع 4 × 100 متر. كان أكثر الرياضيين نجاحًا في الألعاب، وكان له الفضل كرجل أسود في «سحق أسطورة هتلر عن تفوق العرق الآري»، على الرغم من ذلك «لم يُدعَ إلى البيت الأبيض لمصافحة الرئيس».
يوجد جائزة جيسي أوينز وهي جائزة الولايات المتحدة الأمريكية في سباقات المضمار والميدان لأفضل رياضي في سباقات المضمار والميدان. تم تصنيف أوينز من قبل ESPN كسادس أعظم رياضي في أمريكا الشمالية في القرن العشرين وأرفع مرتبة في رياضته. في عام 1999، كان على قائمة مختصرة من ستة أشخاص لشخصيات رياضية للقرن العشرين في بي بي سي.

## نشأته وتعليمه
كان أوينز أصغر عشرة أطفال، ثلاث فتيات وسبعة أولاد، وُلِد هنري كليفلاند أوينز (مزارع) وماري إيما فيتزجيرالد في أوكفيل، ألاباما، في 12 سبتمبر 1913. كان جي سي، كما كان يُدعى، في التاسعة من عمره عندما انتقلت العائلة إلى كليفلاند، أوهايو، للحصول على فرص أفضل، كجزء من الهجرة الكبرى، عندما غادر 1.5 مليون أمريكي من أصل أفريقي بفعل الفصل العنصري في الجنوب. عندما سألت معلمته الجديدة عن اسمه (للدخول في سجلها)، أجاب «جي سي»، لكن بسبب لهجته الجنوبية القوية، اعتقدت أنه قال «جيسي». فعلق الاسم، وعُرِف باسم جيسي أوينز لبقية حياته.
عندما كان شابًا، تولى أوينز وظائف مختلفة في وقت فراغه: حيث قام بتسليم البقالة، وسيارات الشحن المحملة، وعمل في ورشة لإصلاح الأحذية، بينما كان والده وشقيقه الأكبر يعملان في مصنع للصلب. خلال هذه الفترة، أدرك أوينز أن لديه شغفًا بالجري. طوال حياته، عزا أوينز نجاح مسيرته الرياضية لتشجيع تشارلز رايلي، مدربه الشاب في مدرسة فيرمونت الإعدادية. بينما كان أوينز يعمل في ورشة لإصلاح الأحذية بعد المدرسة، سمح له رايلي بالتدريب قبل المدرسة.
اجتمع كل من أوينز وميني روث سولومون (1915-2001) في مدرسة فيرمونت الثانوية في كليفلاند عندما كان عمره 15 عامًا وكانت هي في سن 13 عامًا. أنجبت روث ابنتها الأولى، غلوريا، في عام 1932. وتزوجا في 5 يوليو 1935 ولديهما ابنتان أخريان - مارلين، ولدت في عام 1937، وبيفرلي، ولدت في عام 1940. واستمر زواجهما حتى وفاته في عام 1980.
تلقى أوينز لأول مرة اهتمامًًا وطنيا عندما كان طالبًا في المدرسة الثانوية التقنية الشرقية في كليفلاند. كان يعادل الرقم القياسي العالمي البالغ 9.4 ثانية في سباق 100-يارد (91 م) والقفز الطويل 24 قدم 9 1⁄2 بوصة (7.56 متر) في بطولة 1933 الوطنية العليا في شيكاغو.

## السيرة المهنية

### جامعة ولاية أوهايو
ذهب أوينز إلى جامعة ولاية أوهايو بعد أن وجد والده عملًا، مما يضمن إمكانية دعم الأسرة. حقق أوينز الذي عُرِف باسم «رصاصة باكاي» وكان تحت قيادة لاري سنايدر، رقمًا قياسيًا في ثمانية بطولات فردية في الرابطة الوطنية لرياضة الجامعات، أربعة منها في عام 1935 و 1936. (لم يعادله أحد في الرابطة الوطنية لرياضة الجامعات في الحصول على أربع ميداليات ذهبية سوى خافيير كارتر في عام 2006، على الرغم من أن العديد من ألقابه تضمنت أيضًا ميداليات سباق التتابع). على الرغم من أن أوينز تمتع بنجاح رياضي، كان عليه أن يعيش خارج الحرم الجامعي مع الرياضيين الأفارقة الأمريكيين الآخرين. عندما سافر مع الفريق، كان على أوينز أن يطلب الطعام أو يناوله في مطاعم «السود فقط». وبالمثل، كان عليه البقاء في فنادق «السود فقط». لم يتلق أوينز منحة دراسية لجهوده، لذا استمر في العمل بدوام جزئي لدفع تكاليف المدرسة.
حقق أوينز نتائج خالدة في سباقات المضمار والميدان خلال 45 دقيقة في 25 مايو 1935، خلال لقاء العشرة الكبار في فيري فيلد في آن آربر في ميشيغان، حيث سجل ثلاثة أرقام قياسية وتعادل في المركز الرابع. حيث عادل الرقم القياسي العالمي لسباق 100 ياردة (9.4 ثانية) (لا ينبغي الخلط بينه وبين سباق 100 متر)، ووضع أرقام قياسية عالمية في الوثب الطويل (26 قدم 8 1⁄4 بوصة أو 8.13 م، وقد استمر هذا الرقم القياسي لمدة 25 عامًا)؛ وفي 220 يارد (201.2 متر) عدو سريع (20.3 ثانية)؛ و في 220 ياردة حواجز منخفضة (22.6 ثانية، ليصبح أول من كسر 23 ثانية). في عام 2005، اختار أستاذ التاريخ الرياضي في جامعة سنترال فلوريدا ريتشارد كريبو هذه الانتصارات في يوم واحد باعتباره الإنجاز الرياضي الأكثر إثارة للإعجاب منذ عام 1850.

### الألعاب الأولمبية الصيفية 1936

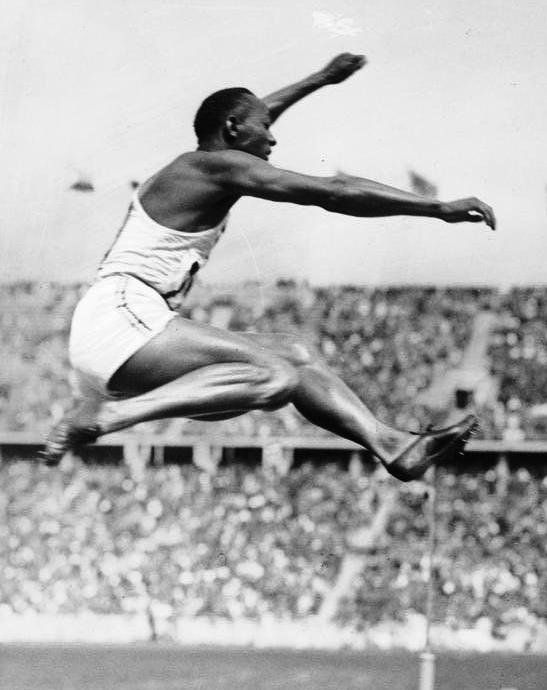
قدم أوينز أداءً ممتازًا خلال فوزه في الوثب الطويل في أولمبياد برلين

في 4 ديسمبر 1935، كتب سكرتير الجمعية الوطنية للنهوض بالملونين (NAACP) والتر فرانسيس وايت رسالة إلى أوينز، على الرغم من أنه لم يرسلها في الواقع. كان يحاول ثني أوينز عن المشاركة في الألعاب الأولمبية على أساس أنه يجب على الأمريكيين من أصل أفريقي ألا يروجوا لنظام عنصري بعد ما عانى منه عرقه على أيدي العنصريين البيض في بلده. في الأشهر التي سبقت الألعاب، اكتسبت حركة زخمًا لصالح المقاطعة. أقنعت الجمعية الوطنية للنهوض بالملونين أوينز للقيام بإعلان مفاده «إذا كانت هناك أقليات في ألمانيا تتعرض للتمييز، فيجب على الولايات المتحدة الانسحاب من الألعاب الأولمبية لعام 1936». ومع ذلك، شارك هو وآخرون في النهاية بعد أن وصفهم أفري بروندج، رئيس اللجنة الأولمبية الأمريكية، بـ «المحرضين غير الأمريكيين».

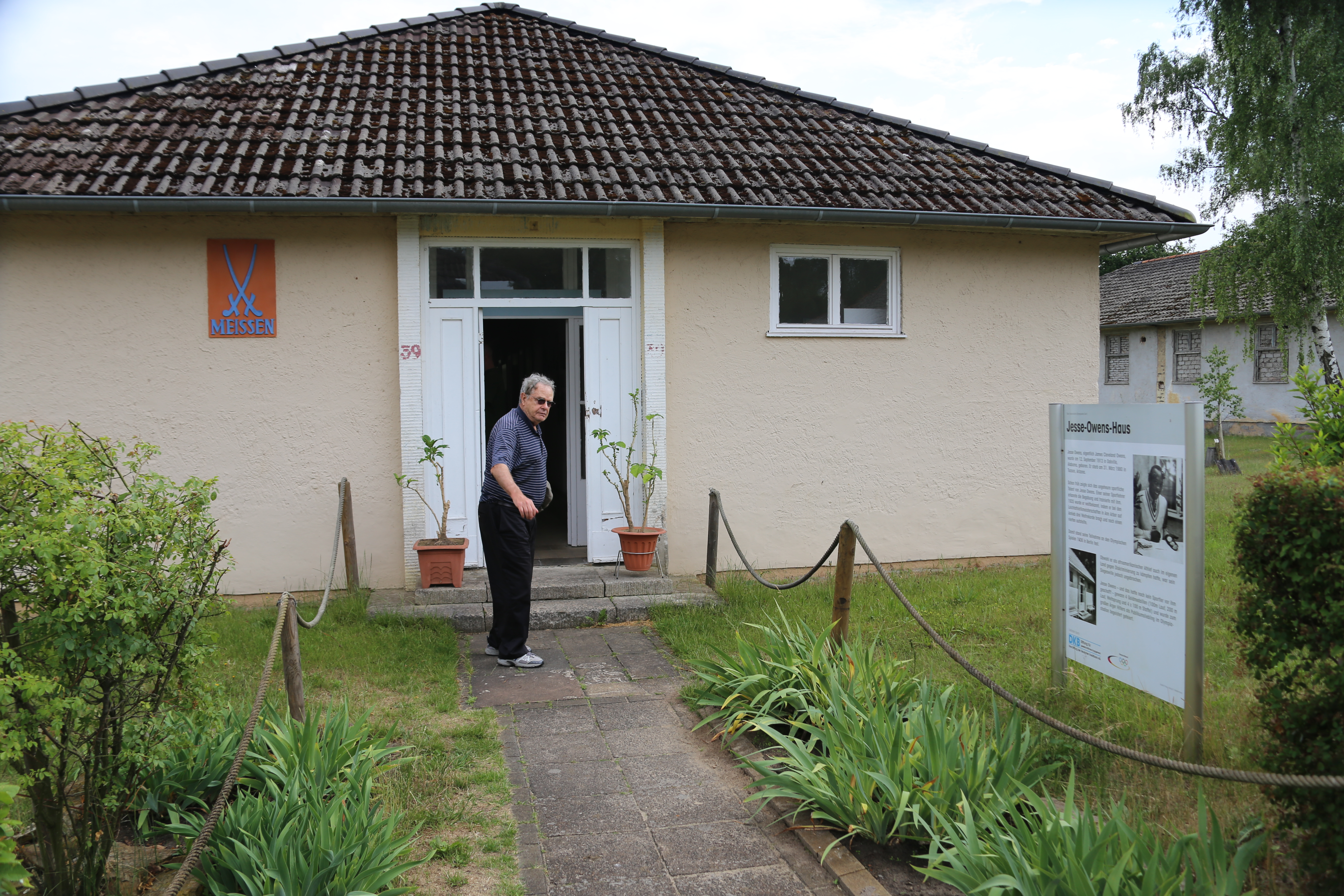
صورة فوتوغرافية لعام 2015 لفريق السباق الأمريكي في القرية الأولمبية في برلين عام 1936

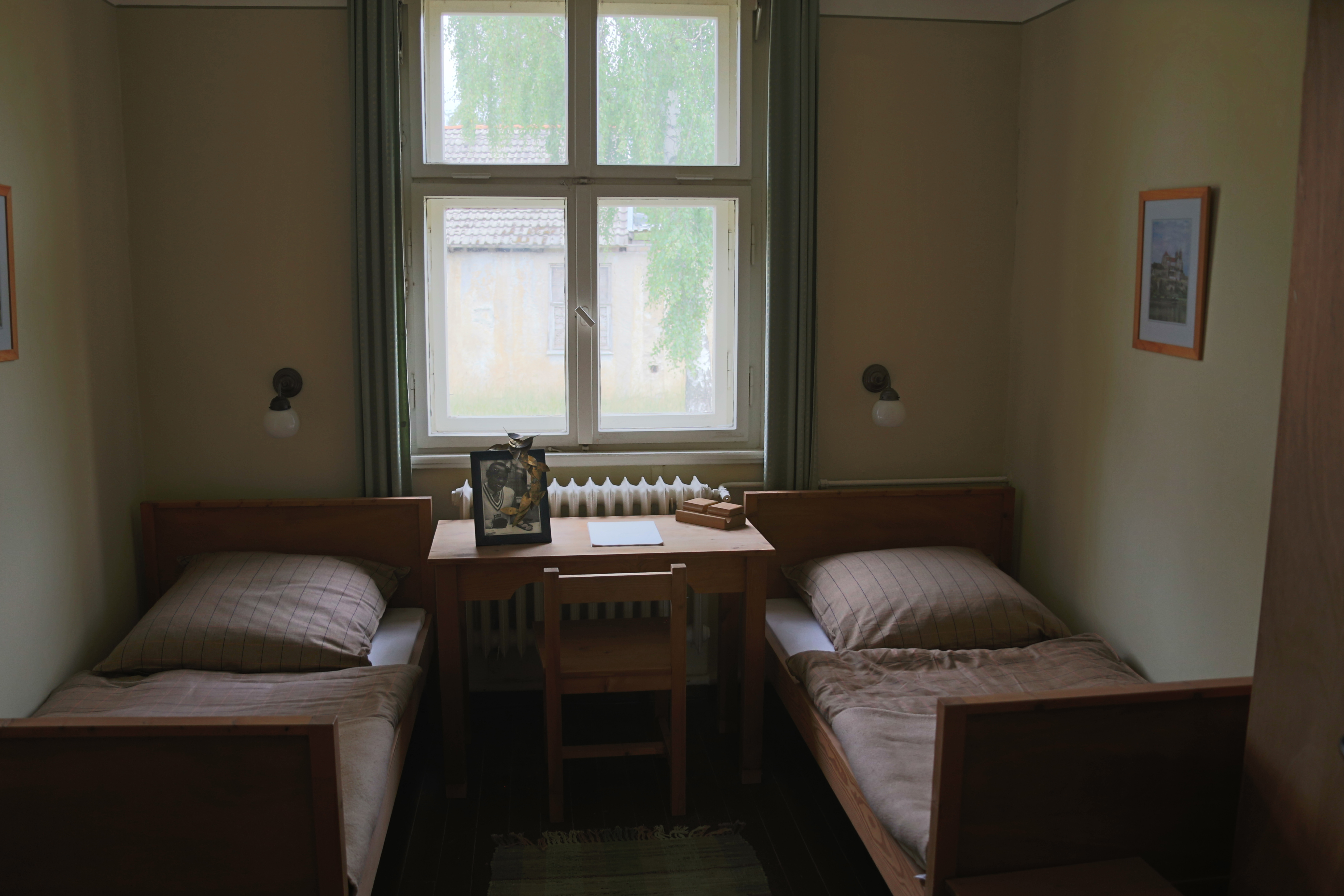
2015 صورة لغرفة جيسي أوينز في القرية الأولمبية في برلين عام 1936

في عام 1936، أبحر أوينز وزملاؤه في فريق الولايات المتحدة على متن السفينة «إس إس مانهاتن» ووصلوا إلى برلين للتنافس في الألعاب الأولمبية الصيفية. ووصل أوينز إلى الاستاد الأولمبي الجديد إلى جمهور من المشجعين، وفقًا لما ذكره العداء الأمريكي جيمس لوفال (الذي فاز بالبرونزية في سباق 400 متر)، والعديد منهم فتيات صغار يصرخن: «أين جيسي؟ أين جيسي؟» كان نجاح أوينز في المباريات يمثل ذعرًا مزعجًا بالنسبة لهتلر، الذي كان يستخدم هذه الألعاب ليظهر للعالم ألمانيا النازية التي تشهد طفرة جديدة. كان هو ومسؤولون حكوميون آخرون لديهم آمال كبيرة في أن يهيمن الرياضيون الألمان على المباريات بالانتصارات.
قبيل المسابقات، زار أدولف داسلر أوينز في القرية الأولمبية. كان مؤسس شركة أديداس للأحذية الرياضية، وأقنع أوينز بارتداء أحذية مصنع الأخوين داسلر للأحذية. كانت هذه أول رعاية لرياضي أمريكي من أصل أفريقي.
في 3 أغسطس، فاز بسباق 100 متر بزمن قدره 10.3 ثانية، وهزم زميله في الفريق وزميله في الكلية رالف ميتكالفه بعشر الثانية وهزيمة تينوس أوسيندرب من هولندا بعشري الثانية. في 4 أغسطس، فاز بالوثب الطويل بقفزة من 8.06 م (26 قدم 5 بوصة) (ثلاث بوصات أقل من رقمه القياسي العالمي). وقد عزا في وقت لاحق هذا الإنجاز إلى المشورة الفنية التي تلقاها من لوتز لونغ، المنافس الألماني الذي هزمه. في 5 أغسطس، فاز بسباق 200 متر في زمن قدره 20.7 ثانية، وهزم زميله ماك روبينسون (الأخ الأكبر لجاكي روبينسون). في 9 أغسطس، فاز بذهبية رابعة في سباق التتابع 4 × 100 متر عندما استبدل مدرب الفريق لاوسون روبرتسون العدائيين اليهود الأمريكيين مارتي جليكمان وسام ستولر بأوينز ورالف ميتكالف، اللذان تعاونا مع فرانك وايكوف وفوي درابر لتسجيل رقم قياسي عالمي يبلغ 39.8 ثانية في الحدث. احتج أوينز في البداية على تبديل اللحظة الأخيرة، لكن مساعد المدرب دين كرومويل قال له: «ستفعل كما قيل لك». لم يُعادل أحدٌ أداء أوينز الذي حقق رقمًا قياسيًا في أربع ميداليات ذهبية حتى فاز كارل لويس بميداليات ذهبية في نفس الأحداث في الألعاب الأولمبية الصيفية لعام 1984 المقامة في لوس أنجلوس، وقاطعها السوفيت . سجل أوينز الرقم القياسي العالمي في الوثب الطويل بقفزة بلغت 8.13 م (26 قدم 8 بوصة) في عام 1935، وهو العام الذي سبق أولمبياد برلين، واستمر هذا الرقم القياسي لمدة 25 عامًا حتى تم كسره في عام 1960 على يد مواطنه رالف بوسطن. من قبيل الصدفة، كان أوينز متفرجًا في دورة الألعاب الأولمبية الصيفية لعام 1960 في روما عندما فاز بوسطن بالميدالية الذهبية في الوثب الطويل.
وثقت ليني ريفنستال فوز الوثب الطويل، جنبًا إلى جنب مع العديد من أحداث 1936 الأخرى، في فيلم أولمبيا عام 1938. في 1 أغسطس 1936، صافح هتلر المنتصرين الألمان فقط ثم غادر الاستاد. وأصر رئيس اللجنة الأولمبية الدولية هنري دي بايليت-لاتور على أن يرحب هتلر بكل حاصل على ميدالية أو لا أحد على الإطلاق. اختار هتلر هذا الأخير وتجاوز جميع عروض الميداليات.
تنافس أوينز لأول مرة في اليوم الثاني (2 أغسطس)، في الجولة الأولى (10:30 صباحًا) والثانية (3:00 ظهرًا) من التصفيات المؤهلة لنهائي 100 متر؛ كان قد تعادل مع الرقم القياسي الأولمبي والعالمي في السباق الأول وحطمها في السباق الثاني، ولكن لم يتم التعرف على الوقت الجديد، لأنه بمساعدة الرياح. في وقت لاحق من نفس اليوم، فاز زميل فريق أوينز الأمريكي الأفريقي كورنيليوس جونسون بالميدالية الذهبية في نهائي الوثب العالي (الذي بدأ الساعة 5:00 مساءً) بتسجيل رقم أولمبي جديد يبلغ 2.03 متر. لم يهنئ هتلر علانية أي من الفائزين بالميداليات هذه المرة. وعلى الرغم من ذلك، زعمت صحيفة «ديلي ووركر» الشيوعية في مدينة نيويورك أن هتلر استقبل جميع الفائزين في المضمار ما عدا جونسون وغادر الاستاد «كردة فعل متعمدة» بعد مشاهدة فوز جونسون. واتهم هتلر في وقت لاحق بعدم الاعتراف بأوينز (الذي فاز بميداليات ذهبية في 3 أغسطس، 4 (2)، و 8) أو صافحه. أجاب أوينز على هذه الادعاءات في ذلك الوقت:
هتلر كان عنده وقت معيّن للقدوم إلى الملعب ووقت معين للمغادرة. حدث أن اضطر إلى المغادرة قبل حفل النصر بعد سباق الـ 100 متر [بدأ السباق في الساعة 5:45 مساءً ]. ولكن قبل أن يغادر، كنت في طريقي إلى البث ومررت بالقرب من مقصورته. ولوح لي ولوحت له. أعتقد أنها كانت سوء ذوق انتقاد «رجل الساعة» في بلد آخر.
في مقال مؤرخ في 4 أغسطس 1936، يصف رئيس التحرير الأمريكي الأفريقي صحيفة روبرت لي فان أنه شاهد «تحية» هتلر لأوينز لأنه فاز بالذهبية في سباق 100 متر (3 أغسطس):

ثم ... أعجوبة العجائب ... [هكذا] رأيت السيد أدولف هتلر، يحي هذا الفتى. نظرتُ بقلبٍ كان ينبض بفخر عندما توج هذا الفتى ملكًا لسباق 100 متر، وحصل على تصفيق لم أسمع به من قبل. رأيت جيسي أوينز في استقبال كبير مستشاري هذا البلد كبزوغ الشمس المشرقة عبر الغيوم. رأيت حشدًا هائلًا من حوالي 85،000 أو 90،000 شخص يقفون ويهتفون إلى الصدى.

كتب ألبرت شبير أن هتلر "انزعج بشدة من سلسلة الانتصارات التي قام بها العداء الأمريكي الملون المدهش" جيسي أوينز. كان الناس الذين جاءت أسلافهم من الغابة بدائيين، كما قال هتلر وهو يرتجف، وكانت أجسامهم أقوى من تلك الخاصة بالبيض المتحضرين و وبالتالي يجب استبعادهم من الألعاب المستقبلية ".

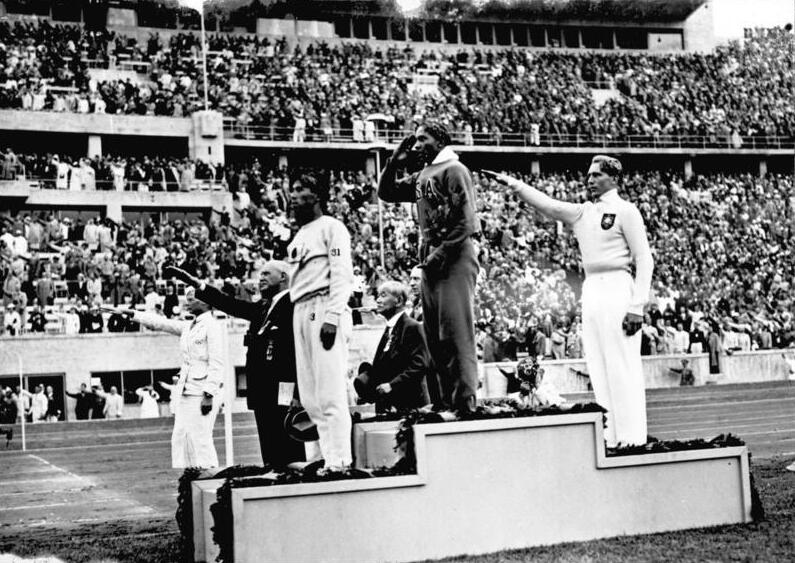
جيسي أوينز يحيي العلم الأمريكي بعد فوزه بالوثب الطويل في الألعاب الأولمبية الصيفية لعام 1936. والأشخاص في الصورة هم: ناوتو تاجيما، وأوينز، ولوتز لونغ.

في مقابلة عام 2009، ادعى الصحفي الألماني سيغفريد ميشنر أن أوينز حمل صورة فوتوغرافية في محفظته للفوهرر وهو يصافح يده قبل أن يغادر الأخير الملعب. حاول أوينز، الذي شعر بأن صحف اليوم التي تحدثت "بشكل غير عادل" عن موقف هتلر تجاهه، أن يجعل ميشنر وزملاؤه الصحافيين يغيرون النسخة المقبولة من التاريخ في الستينيات. ادعى ميشنر أن أوينز أظهر له الصورة وقال له: "كانت تلك واحدة من أجمل لحظاتي". وأضاف ميشنر: "(الصورة) أُخِذت وراء جناح الشرف وبالتالي لم يتم الاستيلاء عليها من قبل الصحافة العالمية. لكنني رأيت ذلك، رأيته يهز يد هتلر!" ووفقًا لميشنر، "كان الرأي السائد في ألمانيا ما بعد الحرب هو تجاهل هتلر لأوينز، لذلك قررنا عدم الإبلاغ عن الصورة. وكان الإجماع على أن يستمر تصوير هتلر في موقف سيء فيما يتعلق بأوينز". لبعض الوقت، لم يتم تأكيد إصرار ميشنر بمعزل عن رؤيته الشخصية، واعترف ميشنر نفسه للموقع الإلكتروني لصحيفة الديلي ميل: "جميع زملائي ماتوا، أوينز مات. اعتقدت أن هذه كانت الفرصة الأخيرة لوضع الأمور في نصابها، ليس لدي أدنى فكرة عن مكان الصورة أو حتى إذا كانت موجودة.
ومع ذلك، في عام 2014، قال إيريك براون، الطيار البريطاني المقاتل وطيار التجارب، والطيار الحي الأكثر تقلدًا للأوسمة في أسطول سلاح الجو، بشكل مستقل في فيلم وثائقي لهيئة الإذاعة البريطانية: "لقد شاهدت بالفعل هتلر يصافح جيسي أوينز ويهنئه على ما حققه، أفاد مقال في صحيفة بالتيمور صن في أغسطس 1936 أن هتلر أرسل لأوينز صورة تذكارية مزخرفة قيمة لنفسه.
في وقت لاحق، في 15 أكتوبر 1936، كرر أوينز هذا الادعاء عندما خاطب جمهورًا من الأمريكيين الأفارقة في تجمع جمهوري في مدينة كانساس، ملاحظًا: «هتلر لم يزعجني - لقد كان رئيسنا هو الذي أزعجني. رئيسنا لم يرسل لي برقية حتى».
في ألمانيا، سُمح لأوينز بالسفر والبقاء في نفس الفنادق كالبيض، في وقت كان فيه الأمريكيون من أصل أفريقي في أجزاء عديدة من الولايات المتحدة يضطرون للبقاء في فنادق منفصلة لا يسكنها سوى السود. عندما عاد أوينز إلى الولايات المتحدة، استقبله عمدة مدينة نيويورك فيوريلو لاغوارديا. خلال موكب قص شريط في مانهاتن على شرفه على طول وادي الأبطال في برودواي، قام شخص بتسليم أوينز حقيبة ورقية. تملك أوينز القليل من التفكير حتى اختتم الموكب. عندما فتحها، وجد أن الحقيبة تحتوي على 10،000 دولار نقدًا. وقالت روث زوجة أوينز في وقت لاحق: "ولم يكن أوينز يعرف من هو جيد بما فيه الكفاية للقيام بشيء من هذا القبيل. ومع كل الإثارة حوله، ولم يفهمها على الفور. بعد العرض، لم يُسمح لأوينز بالدخول عبر الأبواب الرئيسية في والدورف أستوريا في نيويورك واضطر بدلاً من ذلك للسفر إلى الحدث في مصعد للشحن للوصول إلى استقبال تكريم له. لم يدع الرئيس فرانكلين دي روزفلت (FDR) أبدًا جيسي أوينز إلى البيت الأبيض بعد انتصاراته في الألعاب الأولمبية. عندما حاول الديمقراطيون دعمه، رفض أوينز تلك المبادرات: كجمهوري قوي، أيد ألف لاندون، خصم روزفلت الجمهوري في سباق الرئاسة لعام 1936.
انضم أوينز إلى الحزب الجمهوري بعد عودته من أوروبا وتم دفعه للحملات الانتخابية لكسب أصوات الأميركيين الأفارقة للمرشح الجمهوري للرئاسة ألف لاندون في الانتخابات الرئاسية لعام 1936. وفي حديثه في تجمع جمهوري عقد في بالتيمور في 9 أكتوبر 1936، قال أوينز: «بعض الناس يقولون أن هتلر أغفلني. لكني أخبرتكم أن هتلر لم يفعل ذلك. أنا لا أهاجم الرئيس. تذكروا، أنا لست سياسيًا لكن تذكروا أن الرئيس لم يرسل لي رسالة تهنئة لأنه، كما قال الناس، كان مشغولاً للغاية.»

## حياته بعد الأولمبياد

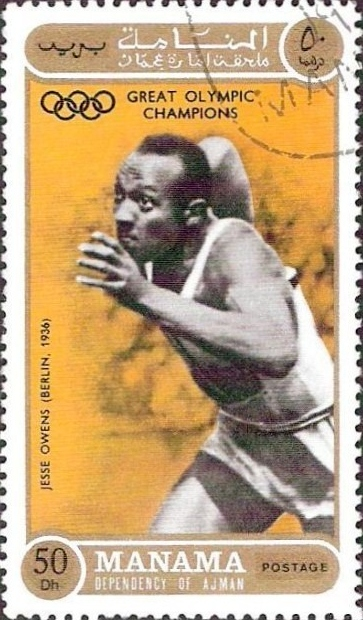
أوينز على طابع إماراتي في عام 1971

نُقٍل عن أوينز قوله إن السر وراء نجاحه هو «لقد تركت قدمي تقضي القليل من الوقت على الأرض قدر الإمكان. من الهواء، أنزل سريعًا للأرض، ومن الأرض، أعود سريعًا للهواء.»
بعد انتهاء الألعاب، تمت دعوة الفريق الأولمبي بأكمله للمنافسة في السويد. قرر أوينز الاستفادة من نجاحه بالعودة إلى الولايات المتحدة لتلقي بعض العروض الأكثر ربحًا. كان المسؤولون الأميركيون الرياضيون غاضبين وسحبوا وضعه كهاوٍ، الأمر الذي أنهى مسيرته على الفور. كان أوينز غاضبًا قائلاً: «الزميل يرغب بشيء لنفسه». يجادل أوينز بأن التمييز العنصري الذي واجهه طوال مسيرته الرياضية، مثل عدم أهليته للحصول على منح دراسية في الكلية وبالتالي عدم تمكنه من أخذ دروس بين التدريب والعمل ليتمكن من الدفع لمسيرته التعليمية، يعني أنه اضطر للتخلي عن ألعاب القوى للهواة في سبيل السعي لتحقيق مكاسب مالية في مكان آخر.
عاد جيسي أوينز إلى الوطن من الألعاب الأولمبية عام 1936 بأربعة ميداليات ذهبية وشهرة دولية، ولكن لم تكن هناك ضمانات لاستمرار تطوره في المستقبل. كانت العنصرية ما زالت سائدة في الولايات المتحدة، وكان يجد صعوبة في العثور على عمل. تولى مهام وضيعة كعامل محطة وقود، وبواب ملعب، ومدير شركة للتنظيف الجاف. كما تسابق ضد الهواة والخيول للحصول على المال.
منع أوينز من الظهور في مناسبات رياضية للهواة لتعزيز مكانته، ووجد أن العروض التجارية قد اختفت. في عام 1937، قام بجولة قصيرة مع فرقة موسيقى الجاز المكونة من 12 فرد بموجب عقد مع الفنانين المتحدين لكنه وجد أن العقد غير منصف. كما ظهر في ألعاب البيسبول وغيرها من الأحداث. أخيرًا، جلب ويليس وارد - وهو صديق ومنافس سابق من جامعة ميشيغان - أوينز إلى ديترويت في عام 1942 للعمل في شركة فورد موتور كمدير مساعد لشؤون الموظفين. أصبح لاحقًا مخرجًا، حيث عمل حتى عام 1946.
في عام 1946، انضم أوينز لأبي سابيرستين في تشكيل دوري بيسبول الزنوج في الساحل الغربي، وهو دوري بيسبول زنوج جديد. كان أوينز نائب الرئيس وصاحب امتياز فريق براعم بورتلاند (ولاية أوريغون). قام بجولة مع فريق البراعم، وفي بعض الأحيان يقوم بتسلية الجمهور بين مباريتين تجريان في يوم واحد من خلال التنافس في سباقات ضد الخيول. تم حل دوري بيسبول الزنوج في الساحل الغربي بعد شهرين فقط.
ساعد أوينز في ترويج فيلم سينما الاستغلال أمي و أبي في الأحياء الأمريكية الأفريقية. حاول كسب العيش كمروجي الرياضة، وهو في الأساس فنان. كان يمنح العدائين المحليين عشر أو عشرين ياردة كبداية لصالحهم ثم يسبقهم في سباق ال100 ياردة (91م). تحدى أيضًا وهزم في سباق الخيل؛ وكشف لاحقًا، أن الخدعة كانت في سباق خيول ثوروبريد شديدة التوتر والتي تفزع من صوت رصاصة بندقية بداية السباق مما يعطيه الفرصة للقفز. قال أوينز: «يقول الناس إنه كان مهينًا لبطولة الأولمبياد أن يركض ضد حصان، ولكن ماذا كان من المفترض أن أفعل؟ كان لدي أربع ميداليات ذهبية، لكنك لا تستطيع أن تأكل أربع ميداليات ذهبية.» وبفعل نقص الفرص، أضاف أوينز ، «لم يكن هناك تلفزيون، ولا إعلانات كبيرة، ولا تأييد. ليس لرجل أسود، على أي حال.»
سافر إلى روما في دورة الألعاب الأولمبية الصيفية لعام 1960 حيث التقى ببطل عام 1960 في سباق 100 متر أرمين هاري من ألمانيا، الذي هزم الأمريكي ديف سايم عند نقطة الوصول.
في عام 1965، تم التعاقد مع أوينز كمعلم تدريب في فصل الربيع في نيويورك ميتس.
أدار أوينز شركة للتنظيف الجاف وعمل كموظف في محطة وقود لكسب لقمة العيش، لكنه في النهاية أشهر إفلاسه. في عام 1966، تمت مقاضاته بنجاح بسبب التهرب الضريبي. في الحضيض، تمت مساعدته لبداية إعادة تأهيله. عينته الحكومة كسفير للولايات المتحدة للنوايا الحسنة. سافر أوينز إلى العالم وتحدث إلى شركات مثل شركة فورد للسيارات والمساهمون مثل اللجنة الأولمبية الأمريكية. بعد تقاعده، كان يملك خيولًا للسباق.
رفض أوينز في البداية دعم حركة تحية القوة السوداء التي نظمها العدائان الأمريكيان من أصول أفريقية تومي سميث وجون كارلوس في أولمبياد صيف عام 1968. قال لهم:
القبضة السوداء هي رمز لا معنى له. عندما تفتحه، ليس لديك سوى أصابع - أصابع ضعيفة وفارغة. المرة الوحيدة التي تكون فيها القبضة السوداء ذات أهمية عندما يكون هناك مال في الداخل. هناك تكمن السلطة.
راجع رأيه بعد أربع سنوات في كتابه «لقد تغيرت» عام 1972:
أدركت الآن أن التمسك بالمعنى الأفضل للكلمة كان الحل الوحيد عندما كان الرجل الأسود مهتمًا بالأمر، بأن أي رجل أسود لم يكن متمسكًا به في عام 1970 كان إما أعمى أو جبانًا.
سافر أوينز إلى ميونيخ في الألعاب الأولمبية الصيفية لعام 1972 كضيف خاص لحكومة ألمانيا الغربية. في ميونيخ، التقى أوينز مع مستشار ألمانيا الغربية فيلي براندت والملاكم السابق ماكس شميلينج.
قبل بضعة أشهر من وفاته، حاول أوينز دون جدوى إقناع الرئيس جيمي كارتر بسحب طلبه بأن تقاطع الولايات المتحدة أولمبياد موسكو عام 1980 احتجاجًا على الغزو السوفييتي لأفغانستان. وجادل بأن المفهوم الأولمبي كان من المفترض أن يتم ملاحظته كمهلة من الحرب وأنه فوق السياسة.

### وفاته
كان أوينز مدخنًا لعبلة سجائر كاملة في اليوم لمدة 35 عامًا، حيث بدأ في الثانية والثلاثين من عمره. بداية من ديسمبر 1979، تم إدخاله إلى المستشفى بفعل نوع من سرطان الرئة شديد العدوانية ومقاوم للعقاقير. مات بسبب هذا المرض في عمر 66 في توكسون، أريزونا، في 31 مارس 1980، في حضور زوجته وأفراد الأسرة الآخرين على سريره. ودفن في مقبرة أوك وودس في شيكاغو. على الرغم من تجاهل جيمي كارتر لطلب أوينز إلغاء المقاطعة الأولمبية، أصدر الرئيس تحية لأوينز بعد وفاته: «ربما لا يوجد رياضي أفضل منه يرمز إلى الكفاح الإنساني ضد الطغيان، والفقر، والتعصب العرقي».

## إرثه
تم ترميم المهجع التي مكث فيها أوينز خلال أولمبياد برلين بالكامل ليصبح متحفًا حيًا، مع صور لإنجازاته في الألعاب، ورسالة (اعترضها الجستابو) من مشجع يحثه على عدم مصافحة هتلر.

## الجوائز والتكريمات
- 1936: رياضي العام (من الذكور) بحسب أسوشيتد برس[72]
- 1936: زراعة أربع شجيرات من سنديان قوية إنجليزية، واحدة لكل ميدالية ذهبية أولمبية، من اللجنة الأولمبية الألمانية. وقد زرعت إحدى الشجرتين في جامعة جنوب كاليفورنيا، واحدة في مدرسة رودس الثانوية في كليفلاند، حيث تدرب، ويشاع أن أحدها موجود في حرم جامعة ولاية أوهايو ولكن لم يتم التعرف عليها بعد. كانت الشجرة الرابعة في منزل والدة جيسي أوينز، ولكن تمت إزالتها عندما تم هدم المنزل.[73]
- 1970: تم إدخاله في قاعة مشاهير ألاباما الرياضية.[74]
- 1976: منحه الرئيس جيرالد فورد وسام الحرية الرئاسي.[74][75]
- 1976: قُلِد الوسام الأولمبي الفضي نظرًا لفوزه الرباعي في ألعاب عام 1936 ودفاعه عن الرياضة وأخلاقيات الرياضة.[44]
- 1979: منح جائزة الأسطورة الحية من قبل الرئيس جيمي كارتر.[76]
- 1980: اكتشف أنتونين مركوس كويكبًا حديثًا في مرصد Kleť يدعى جيسي أوينز 6758.[77]
- 1981: أنشأ سباق المضمار والميدان في الولايات المتحدة جائزة جيسي أوينز التي تُمنح سنويًا لأبرز لاعبي رياضة المضمار والميدان.[78]
- 1983: أصبح جزءً من الفصل الافتتاحي في قاعة المشاهير الأولمبية الأمريكية.[79][80]
- 1984: أعيد تسمية الشارع جنوبي الملعب الأولمبي في برلين ليصبح جيسي-أوينز-أللي[75][81][82]
- 1984: مدرسة جيسي أوينز الثانوية في ليشتنبرغ، في برلين.[82]
- 28 مارس 1990: بعد وفاته، منحه الرئيس جورج دبليو بوش ميدالية الكونغرس الذهبية.[83]
- 1990 و 1998: إصدار طابعين بريديين أمريكيين لتكريم أوينز، واحد في كل عام.[82]
- 1996: أقامت مدينة أووينز في أوكفيل، ألاباما متنزه ومتحف جيس أوينز التذكاري على شرفه في نفس الوقت الذي مرت فيه الشعلة الأولمبية عبر المجتمع، بعد 60 سنة من فوزه الأولمبي. غطت مقالة في صحيفة وول ستريت جورنال في 7 يونيو 1996 الحدث، وتضمنت هذا النقش الذي كتبه الشاعر تشارلز غيجنا الذي يظهر على لوحة برونزية في الحديقة:[84][85]

نرجو أن يسطع هذا للأبد

كرمز لجميع الذين يركضون

من أجل حرية الرياضة،

لروح الإنسانية،

لذكرى جيسي أوينز.
- 1999: احتل المرتبة السادسة كأعظم رياضي في أمريكا الشمالية في القرن العشرين وأرفع مرتبة في رياضته من قبل إي إس بي إن.[86]
- 1999: جاء اسمه في قائمة بي بي سي القصيرة لتسة شخصيات رياضية من الرجال في القرن العشرين.[87]
- 2001: خصصت جامعة ولاية أوهايو استاد جيسي أوينز التذكاري لأحداث سباقات المضمار والميدان. يحتل نحت لتكريم أوينز مكانًا للتشريف في المتنزه المؤدي إلى مدخل دائري إلى استاد أوهايو. تنافس أوينز من أجل باكاي (تعرف أوهايو تاريخيا باسم «ولاية باكاي») على المضمار المحيط بملعب كرة القدم الذي كان موجودًا قبل توسيع ملعب أوهايو عام 2001. يضم الحرم الجامعي أيضًا ثلاثة مراكز ترفيهية للطلاب والموظفين تم تسميتهم على شرفه.[88]
- 2002: أدرج العالم موليفي كيتي أسانتي أوينز على قائمته التي تضم 100 من أعظم الأمريكيين من أصل أفريقي.[89]
- 2009: في بطولة العالم لألعاب القوى لعام 2009 في برلين، ارتدى جميع أعضاء فريق المضمار والميدان في الولايات المتحدة شاراتهم مع "JO" عليها للاحتفال بانتصارات أوينز في نفس الاستاد قبل 73 سنة من هذا الحدث.[90]
- 2010: اقترحت جمعية أوهايو التاريخية أوينز كمرشح نهائي من تصويت على مستوى الولاية لإدراجه في قاعة التماثيل الوطنية في مبنى كابيتول الولايات المتحدة.[91]
- 15 نوفمبر 2010: أعادت مدينة كليفلاند تسمية الطريق الشرقي، بين طريقي روكويل وسوبيريور في الميدان العام، طريق جيسي أوينز.[92]
- 2012: تم استخدام 80،000 بيكسل فردي في منطقة جلوس الجمهور كشاشة فيديو عملاقة لعرض لقطات لأوينز تدور حول الملعب في حفل افتتاح الألعاب الأولمبية الصيفية في لندن 2012، بعد أن تم إشعال المرجل الأولمبي.[93]
- في كليفلاند بولاية أوهايو، تم تركيب تمثال لأوينز في حلبة بدايته بولاية أوهايو في فورت هنتنغتون بارك، غرب دار القضاء القديمة.[94]
- في فينيكس، أريزونا سُمي مركز جيسي أوينز الطبي على شرفه،[95] وكذلك طريق جيسي أوينز الرئيسي.[96]
- منتزه جيسي أوينز، في توكسون، أريزونا ، هو مركز لألعاب القوى الشبابية المحلية هناك.[97]
- لمساهمته في الرياضة في لوس أنجلوس، تم تكريم أوينز بلوحة في مدرج لوس أنجلوس التذكاري "من قبل مفوضي أعضاء لجنة المدرج.[98]
- في تموز / يوليو 2018، خصص حاكم ولاية أوهايو جون كيسيك متنزه الولاية رقم 75 باسم جيسي أوينز. وهي تقع على أرض مؤسسة الطاقة الكهربائية الأمريكية المستصلحة بعد التعدين جنوب زانيسفيل، أوهايو.[84]

### الأدب والأفلام
- 1984: فيلم السيرة التلفزيوني الحاصل على جائزة إيمي عن حياة أوينز، بعنوان قصة جيسي أوينز، حيث كان دوريان هاروود يلعب دور أوينز.[99][100]
- 2006: كتاب سارقة الكتاب من تأليف ماركوس زوساك، والذي فيه شخصية تُدعى رودي ستاينر تُعظم أوينز.[101]
- 19 فبراير 2016: تم إصدار فيلم روائي طويل بعنوان سباق عن حياة أوينز، حيث جسد ستيف جيمس أوينز.[102][103]
- فبراير 24، 2017: أخرج جوردان بيل عام 2017 فيلمًا بعنوان اخرج، حيث خسر رومان أرميتاج، البطريرك الشرير جولة التأهل لدورة الألعاب الأولمبية لعام 1936 لصالح أوينز، وكرس أبحاثه في جراحة الأعصاب لسرقة الشبان السود عبر زرع الدماغ.[104][105][106]

## روابط خارجية
- جيسي أوينز على موقع IMDb (الإنجليزية)
- جيسي أوينز على موقع الموسوعة البريطانية (الإنجليزية)
- جيسي أوينز على موقع مونزينجر (الألمانية)
- جيسي أوينز على موقع قاعدة بيانات الأفلام السويدية (السويدية)
- جيسي أوينز على موقع إن إن دي بي (الإنجليزية)
- جيسي أوينز على موقع ديسكوغز (الإنجليزية)
- جيسي أوينز على موقع قاعدة بيانات الفيلم (الإنجليزية)
- جيسي أوينز على موقع الاتحاد الدولي لألعاب القوى (الإنجليزية)
- جيسي أوينز على موقع الاتحاد الأمريكي لسباقات المضمار والميدان، قاعة المشاهير (الإنجليزية)
- جيسي أوينز على موقع اللجنة الأولمبية الدولية (الإنجليزية)
- جيسي أوينز على موقع أوليمبيديا (الإنجليزية)